# Inkluderande kapitalism
Inkluderande kapitalism, eller intressentkapitalism, är ett teoretiskt koncept och en policyrörelse som syftar till att ta itu med den växande inkomstskillnaden och förmögenhetsskillnaden inom västerländsk kapitalism efter finanskrisen 2008.

## Samtida förståelse
Robert Ashford menar att konceptet inkluderande kapitalism är förankrat i den binära ekonomins postulat.
CK Prahalad inleder sin bok från 2005, The Fortune at the Bottom of the Pyramid: Eradicating Poverty Through Profits, med frågan ”Varför kan vi inte skapa inkluderande kapitalism?” Han använder termen ”inkluderande kapitalism” för att uppmana läsarna att fokusera på underförsörjda konsumenter och marknader i syfte att skapa möjligheter för alla.

## Implementation
År 2012 skapade Henry Jackson Society en arbetsgrupp för inkluderande kapitalisminitiativ för att starta en transatlantisk diskussion om de växande inkomstskillnaderna och deras hot mot det kapitalistiska systemet.
År 2014 hölls en konferens om inkluderande kapitalism i London, arrangerad av City of London och holdingbolaget EL Rothschild, där konceptet inkluderande kapitalism diskuterades som en praktisk åtgärd. Vid en annan konferens 2015 brainstormades "Vägen till handling". Samma år 2015 registrerades Coalition for Inclusive Capitalism som en ideell organisation i USA. Lynn Forester de Rothschild blev koalitionens grundande VD. Vid konferensen om inkluderande kapitalism i New York City 2016 uttryckte deltagarna sitt engagemang för att främja inkluderande ekonomisk tillväxt. Medlemmar i koalitionen uttryckte en övertygelse om att alla intressenter, inklusive näringsliv och samhälle, bör engageras i genomförandet av en inkluderande kapitalismagenda
År 2019 rapporterade Embankment Project for Inclusive Capitalism (EPIC), som genomfördes av koalitionen tillsammans med Ernst & Young, sina resultat i en vitbok. Det var ett banbrytande arbete att "utveckla ett ramverk och identifiera meningsfulla mätvärden för att rapportera om långsiktiga och inkluderande värdeskapande aktiviteter som hittills inte har återgivits i traditionella finansiella rapporter".
År 2020 skapades Rådet för inkluderande kapitalism, ett partnerskap mellan koalitionen och Vatikanen.

## Kritik
John Kay hävdar att de flesta företagen i det 21:a århundradet redan är inkluderande.
Nafeez Ahmed beskriver Initiativet för inkluderande kapitalism som en trojansk häst som samlats för att lugna den kommande globala revolten mot kapitalismen.